# Жабченко, Анатолий Сергеевич
Анатолий Сергеевич Жабченко (укр. Анато́лій Сергі́йович Жа́бченко; род. 23 февраля 1979, Симферополь) — украинский и российский футболист и футбольный судья. Защищал ворота юношеской сборной Украины, участник чемпионата Европы 1996 года среди игроков до 16 лет. С 2002 года начал карьеру судьи, с 2013 года — судья ФИФА.

## Биография
Анатолий Жабченко — воспитанник симферопольской ДЮСШ-2. Весной 1996 года в составе юношеской сборной Украины принял участие в Чемпионате Европы среди игроков до 16 лет, который проходил в Австрии. Украинские юноши не смогли преодолеть групповой этап, набрав всего 4 очка в трёх поединках. В сентябре того же года дебютировал в составе сакского «Динамо» в чемпионате второй лиги. Следующий сезон начал в рядах второй команды днепропетровского «Днепра», однако за весь сезон провёл на поле всего 5 минут и отправился в Россию, где выступал за «Балаково».
После завершения активных выступлений Жабченко вернулся на Украину, где начал судейскую карьеру. С 2002 года он обслуживал региональные соревнования, с 2003 года — матчи чемпионатов ААФУ и ДЮФЛ, а в 2005 году начал привлекаться к судьейству матчей второй лиги. В течение 2009—2010 годов Анатолий Жабченко судил поединки первой лиги, а в 2011 году вошёл в число судей высшего украинского дивизиона. «Боевое крещение» Жабченко в Премьер-лиге состоялось 3 апреля 2011 года в поединке между «Металлистом» и запорожским «Металлургом». Анатолий Жабченко неоднократно обслуживал матчи между ведущими украинскими клубами, в частности поединок 1/16 финала Кубка Украины 2012/13 между «Шахтёром» и «Динамо», матч 23-го тура Чемпионата Украины 2013/14 «Днепр» — «Динамо» и игру «Металлиста» с «Шахтером» в марте 2015 года. До аннексии Крыма Россией представлял Симферополь, а в июле 2014 года изменил футбольную прописку на хмельницкую, оставшись при этом жить в столице Крыма.
Статус судьи ФИФА получил в 2013 году. В следующем году обслуживал два матча квалификационного раунда Лиги Европы — игру «Копер» — «Челик» 10 июля 2014 года и поединок между боснийским клубом «Сараево» и норвежским «Хёугесунном» 17 июля того же года. В 2013—2014 годах обслуживал также матчи молодёжных сборных — 14 августа 2013 года поединок Словения — Эстония, а 4 сентября 2014 года — Словакия — Шотландия.
В 2015 году обслуживал матч за Суперкубок Украины.
В 2017 году вернулся в Крым, где стал работать судьёй на матчах Премьер-лиги КФС.
Перед началом сезона 2019/2020 наравне с другими 18 рефери был включён исполкомом РФС в список арбитров Российской премьер-лиги. 4 августа 2019 года состоялся его дебют в высшем дивизионе чемпионата России: в матче 4-го тура «Рубин» — ЦСКА исполнял роль резервного арбитра.